# Linge (rivière)
La Linge est une rivière néerlandaise qui traverse la région de Betuwe depuis Doornenburg jusqu'à Gorinchem. Avec ses 100 km, c'est la plus longue rivière à se situer entièrement sur le territoire néerlandais. Sur la plus grande partie de la rivière, la navigation n'est pas possible.

## Géographie
Le début de la rivière se trouve près de Doornenburg, où elle forme un affluent du Canal de Pannerden (une partie du Rhin) ; l'arrivée de l'eau est contrôlée. Depuis Elst jusqu'à Zetten, la Linge ressemble plus à un canal droit qu'à une rivière. Jusqu'à Zoelen, le cours de la Linge est artificiel et régi. Le croisement avec le Canal d'Amsterdam au Rhin (Amsterdam-Rijnkanaal) est étonnant : la rivière passe sous le canal.
Entre Zoelen et Gorinchem, malgré toutes les modifications effectuées aux siècles derniers, la Linge est d'origine naturelle, alimentée depuis le Waal près de Tiel (Linge morte). En 1307, l'accès à la Linge depuis le Waal a été barré à la hauteur de Tiel. La partie la plus pittoresque se trouve entre Acquoy et Rhenoy.
Les nouvelles communes de Lingewaard et Lingewaal tirent leur nom de la Linge. La Linge passe à travers les nombreuses vergers de la Betuwe, donnant ainsi un grand attrait touristique à la rivière.

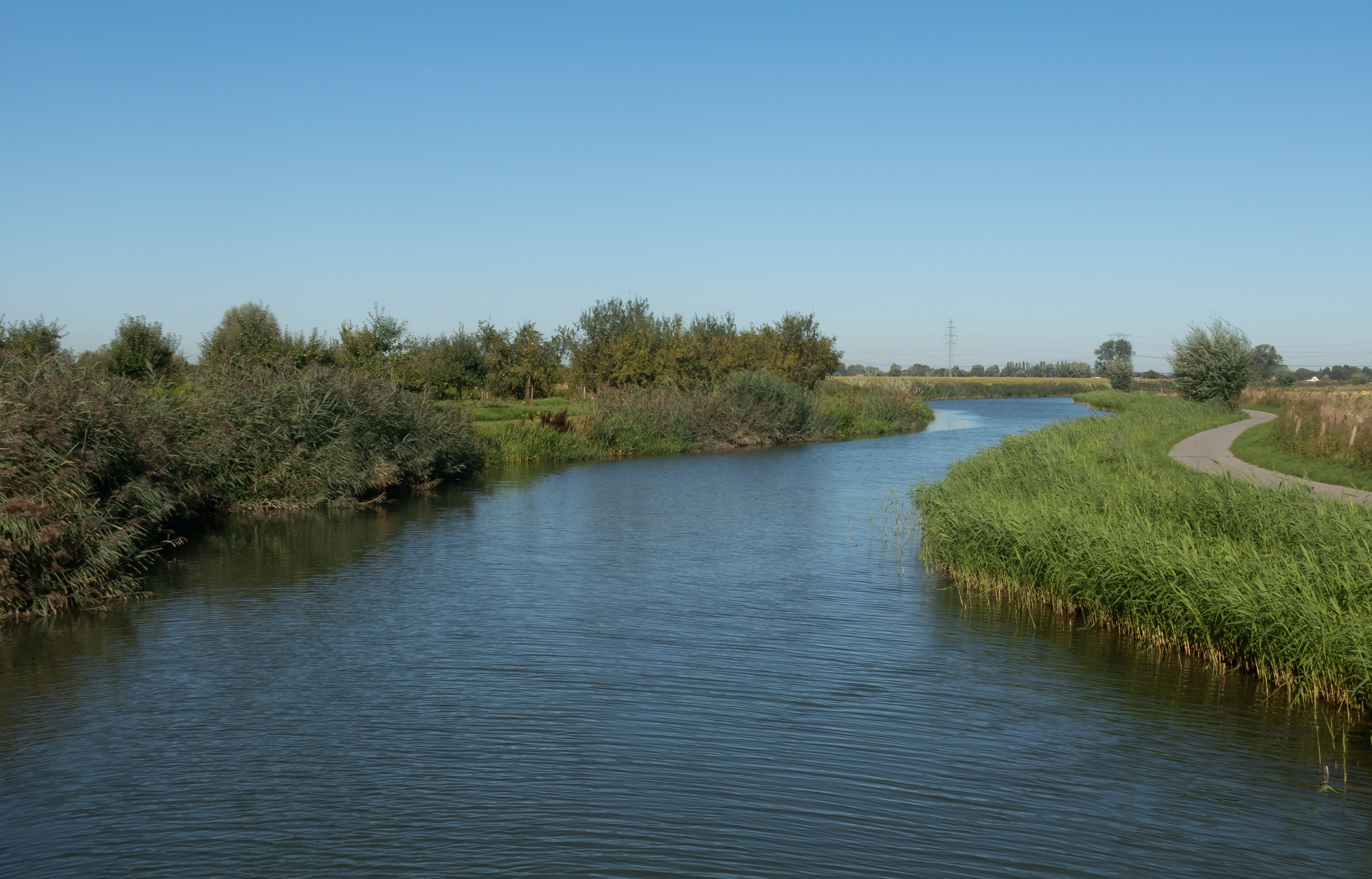
Linge près Doornenburg
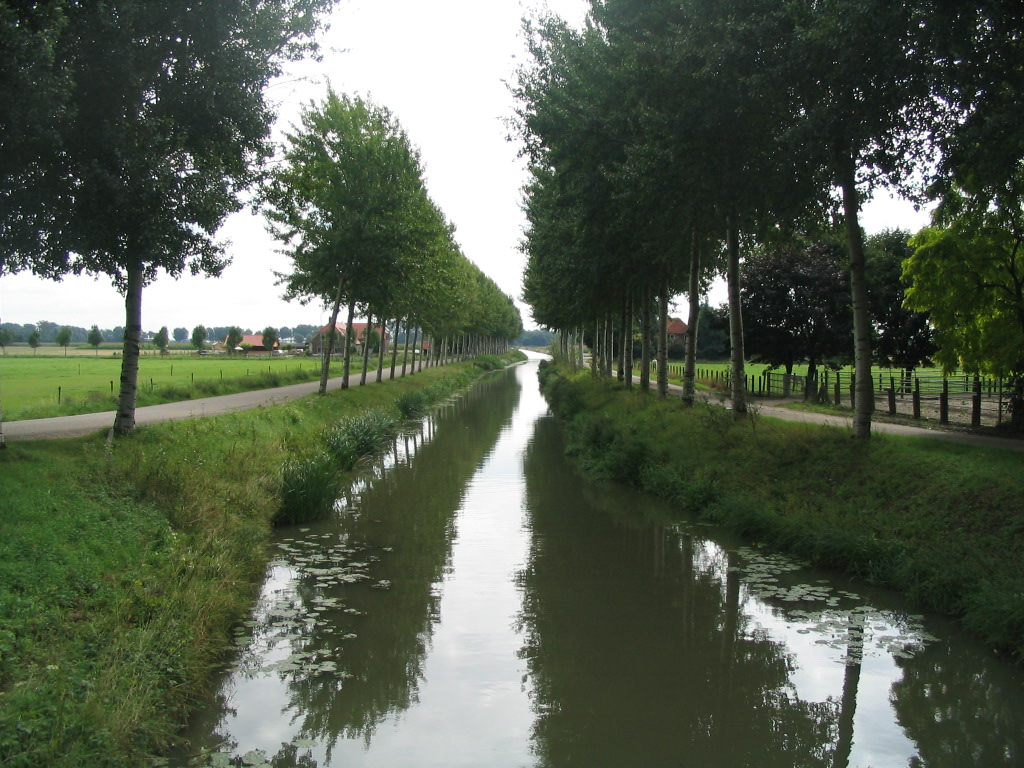
Linge à Elst
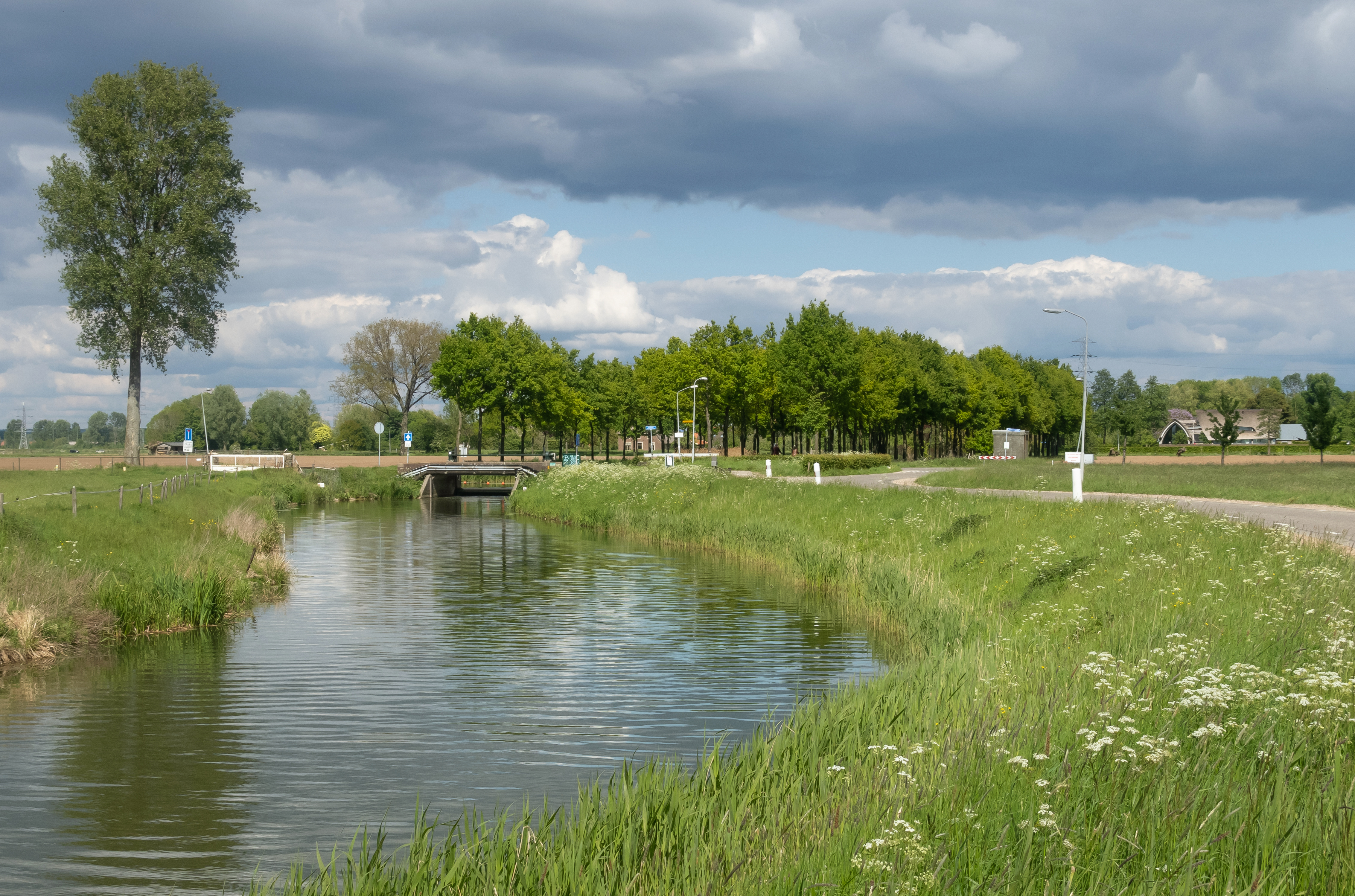
Linge depuis le Raaijebrug
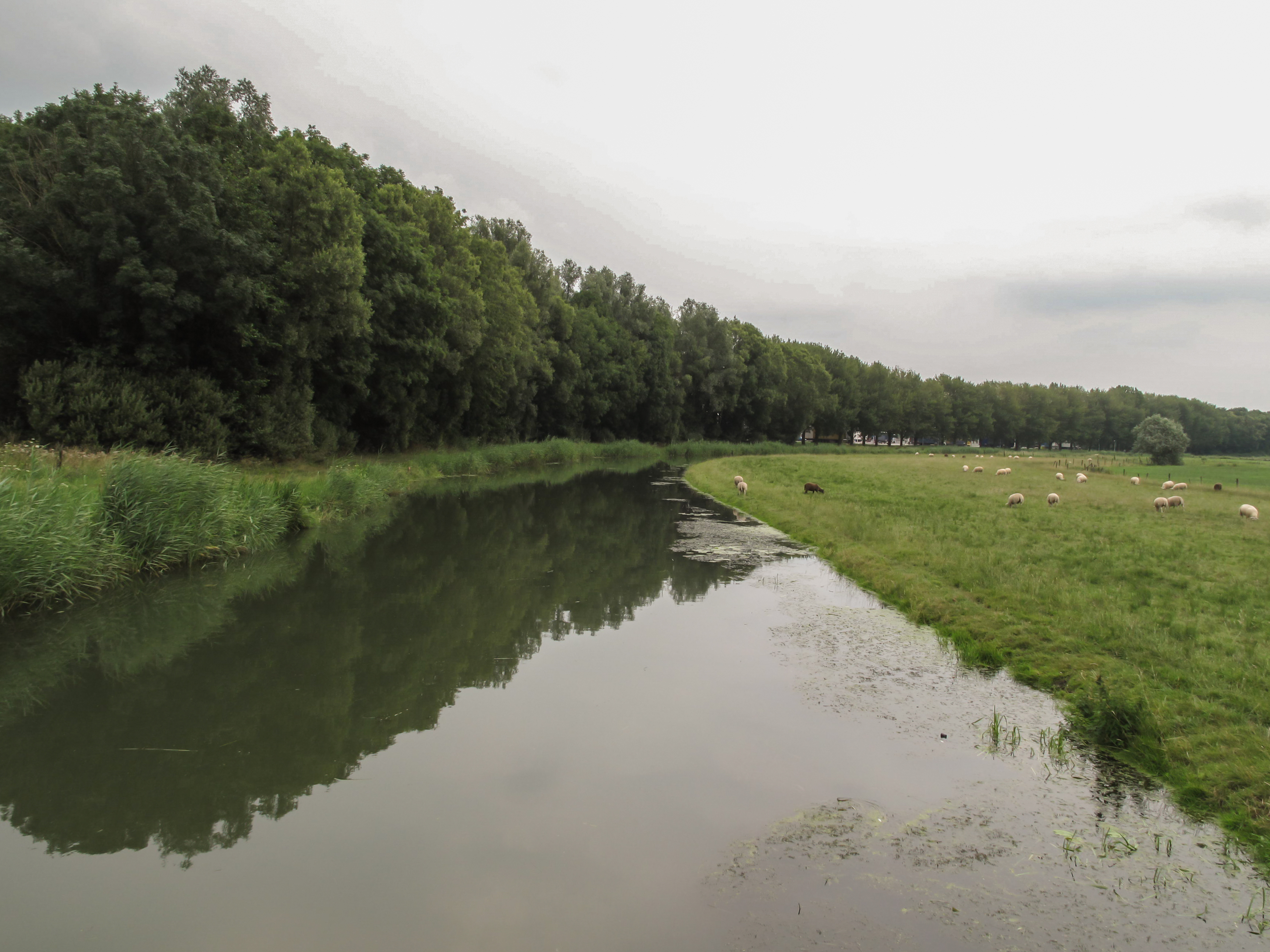
Linge à Eldik
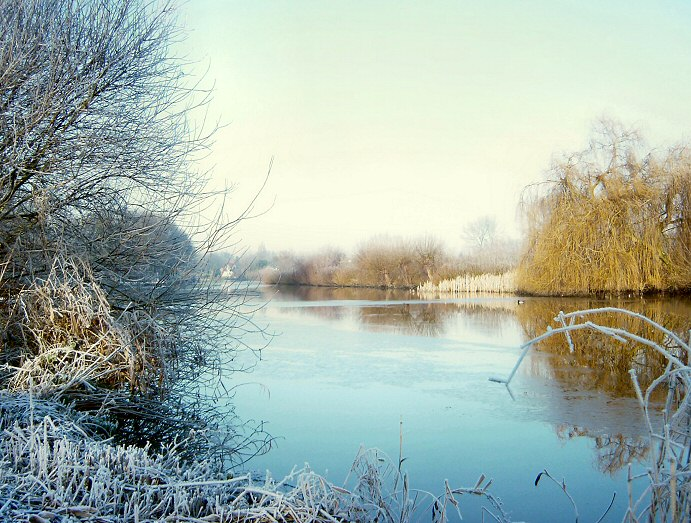
Linge à Geldermalsen
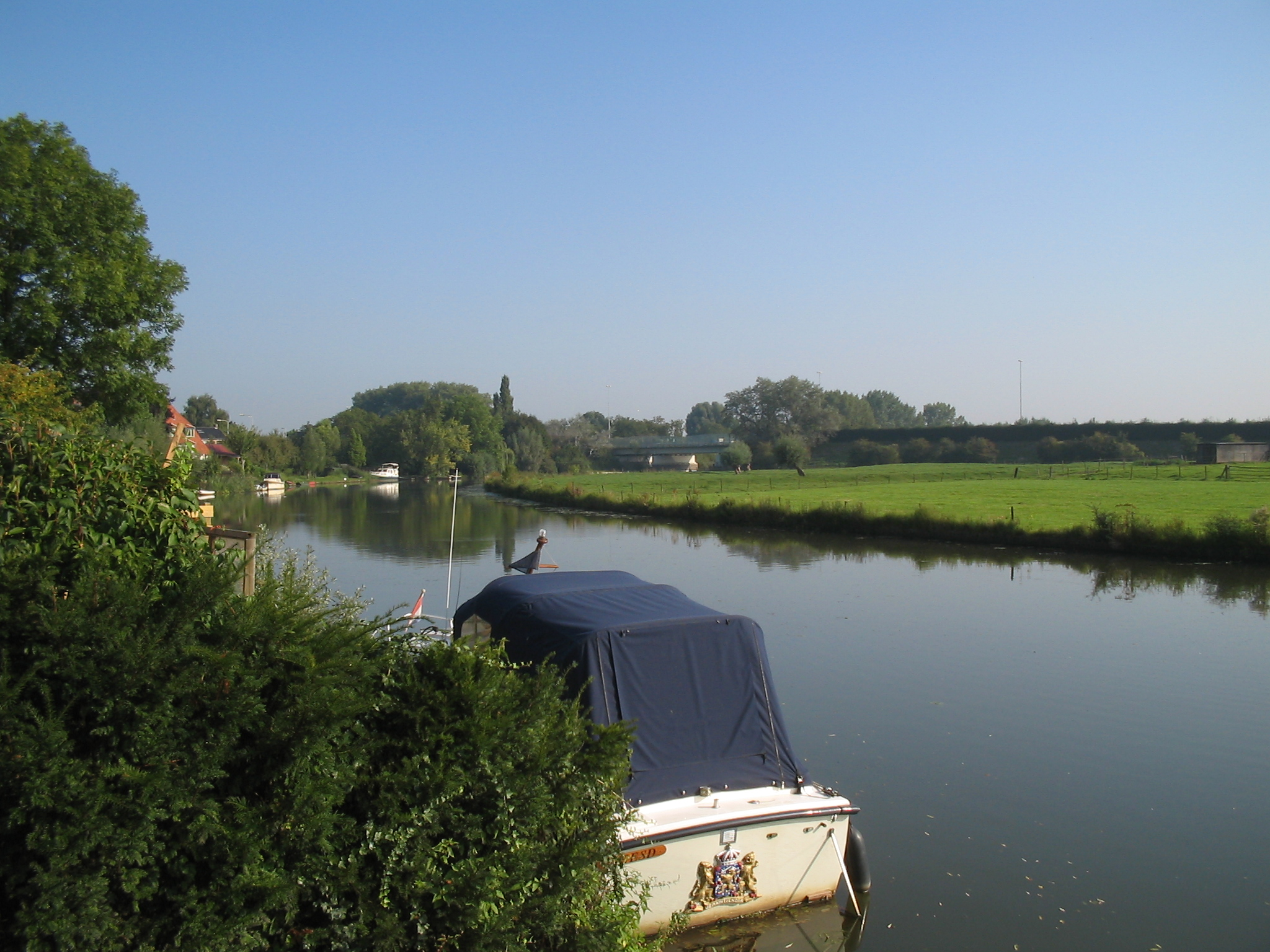
Linge à Beesd
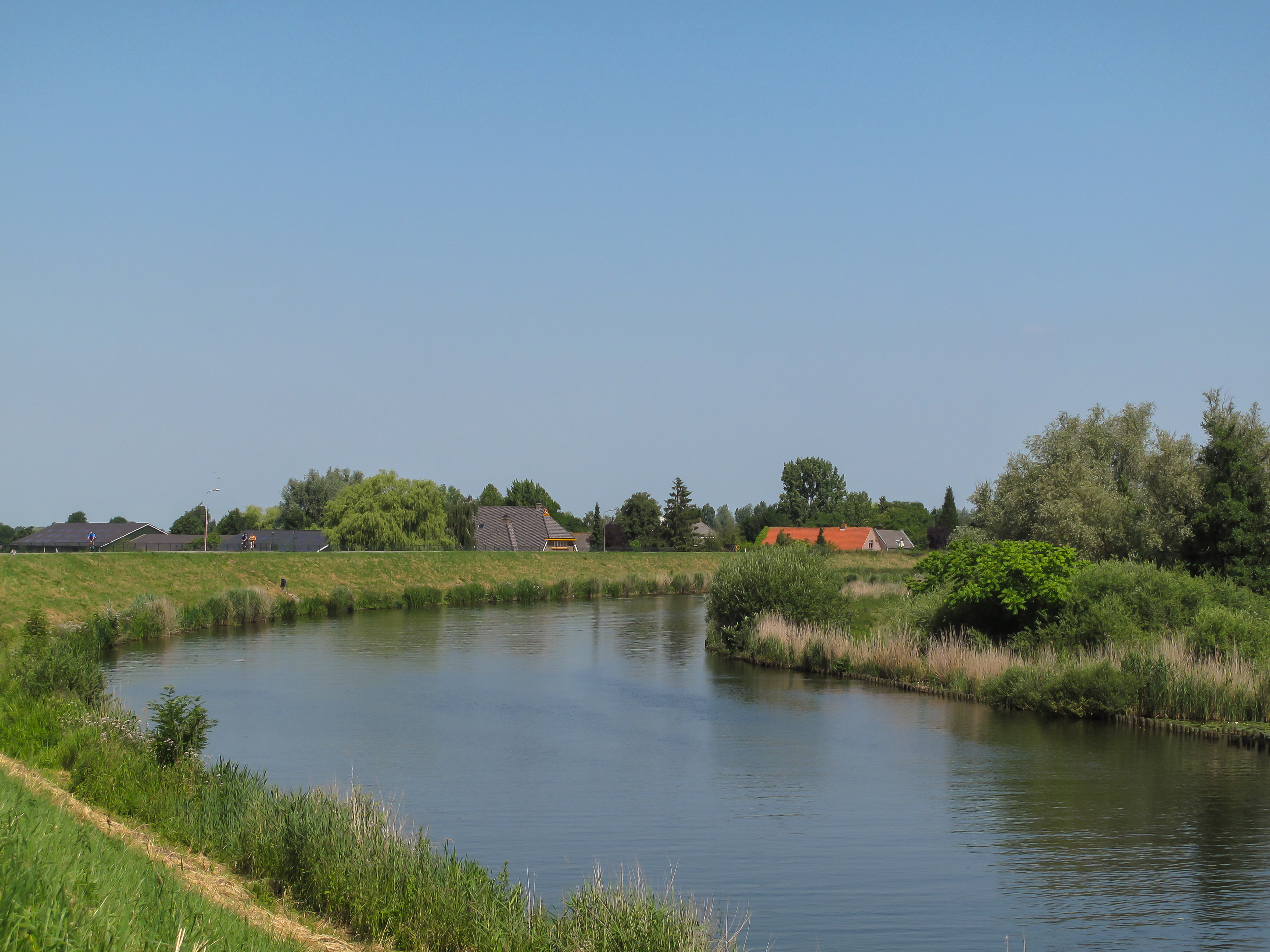
Linge à Oosterwijk
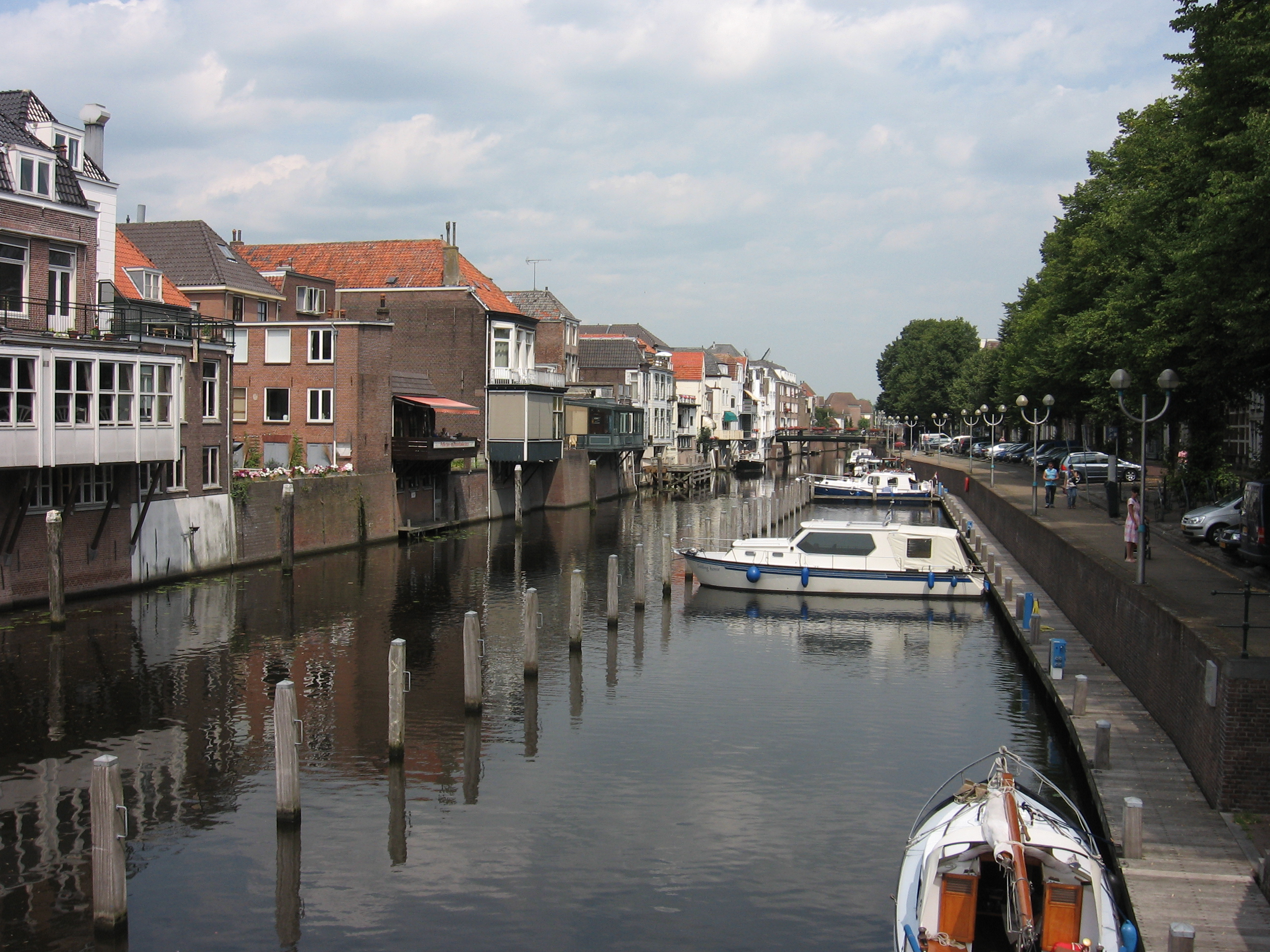
Linge à Gorinchem

## Source
- (nl) Cet article est partiellement ou en totalité issu de l’article de Wikipédia en néerlandais intitulé « Linge » (voir la liste des auteurs).